# Pogleț, Bacău
Pogleț este un sat în comuna Corbasca din județul Bacău, Moldova, România.